# 東格林布什 (紐約州)
東格林布什（英語：East Greenbush）是一個位於美國紐約州倫塞勒縣的鎮。

## 人口
根據2020年美國人口普查的數據，東格林布什的面積為62.92平方千米，當中陸地面積為62.21平方千米，而水域面積為0.71平方千米。當地共有人口16748人，而人口密度為每平方千米266人。